# Портрет женщины с букетом цветов
«Портрет женщины с букетом цветов» (итал. Dama col mazzolino) — скульптурный портрет работы итальянского скульптора Андреа дель Верроккьо (1435—1488), созданный около 1475 года. Хранится в Национальном музее Барджелло во Флоренции.

## Описание
В этом портрете скульптором с тончайшей мастерством переданы лицо, платье, создающее легкие струящиеся складки и заломы ткани, и удивительно выразительное движение рук, которые трепетно касаются букета цветов на груди.
В сравнении с традиционным портретом Верроккьо расширил композицию: это не бюст, а полуфигурное изображение. Похожие образцы вошли в моду в Италии, но практиковались редко, поскольку увеличение пластической обработки поверхности требовало дополнительной оплаты.
На портрете, вероятно, изображена Лукреция Донати, возлюбленная Лоренцо Медичи (1449—1492).

## Ссылка
- На Викискладе есть медиафайлы по теме Портрет женщины с букетом цветов